# Erik van Lier
Erik van Lier (* 6. April 1945 in Haarlem) ist ein niederländischer Jazz-Bassposaunist. Er spielte in den Niederlanden und Deutschland in vielen Bigbands.

## Leben und Wirken
Van Lier begann seine Karriere bei der niederländischen Radio Bigband, The Skymasters und bei Boy Edgar. 1970 nahm er auf dem Jazzfestival in Loosdrecht an einer trombone battle mit Slide Hampton, Åke Persson, Urbie Green, Kai Winding und Frank Rosolino teil. Besonders populär wurde er durch seine Mitarbeit in der Kenny Clarke/Francy Boland Big Band; auch spielte er als Gastmusiker auf den Alben von Ekseption, gehörte dann zu den Bigbands von Joe Haider und wirkte bei Thad Jones A Ball of Fire. 1974 ging er für eine weitere Ausbildung in die Vereinigten Staaten, wo er bei führenden Bassposaunisten wie George Roberts und Ed Kleinhammer studierte. Später gehörte er zu Peter Herbolzheimers Rhythm Combination & Brass und zum Posaunenquartett Bart’s Bones. Auch nahm er mit Piet Noordijk und dem Jazz Orchestra of the Concertgebouw auf.
Van Lier lebt jetzt in den Niederlanden; er lehrte am Conservatorium van Amsterdam. Wie sein fünf Jahre jüngerer Bruder Bart van Lier wirkte er auch als Dozent im deutschen BuJazzo (Bundesjazzorchester).

## Diskographische Hinweise
- Teach-In (1979)